# (4919) Vishnevskaya
(4919) Vishnevskaya ist ein Asteroid des Hauptgürtels, der am 19. September 1974 von der russischen Astronomin Ljudmila Iwanowna Tschernych am Krim-Observatorium in Nautschnyj (IAU-Code 095) entdeckt wurde.
Der Asteroid wurde nach der russischen Sopranistin Galina Pawlowna Wischnewskaja (1926–2012) benannt, die seit 1955 die Gattin des Cellisten und Dirigenten Mstislaw Leopoldowitsch Rostropowitsch war.